# 春風亭柳橋 (6代目)
6代目 春風亭 柳橋（しゅんぷうてい りゅうきょう、1899年（明治32年）10月15日 - 1979年（昭和54年）5月16日）は、東京都文京区出身の落語家。本名∶渡辺 金太郎。出囃子は『大阪せり』。日本芸術協会を創設し、44年もの間、会長として君臨した。

## 来歴・人物

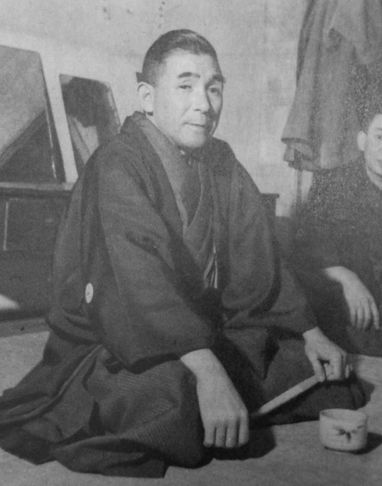
1949年

### 子供噺家
母や兄の影響で幼少より芸事に興味を持ち、中村流日本舞踊を習い始めた。近所に上野鈴本亭の出店が開場すると家族で寄席通いを始めて落語家に憧れを抱き、上野鈴本亭の席亭の紹介で
4代目春風亭柳枝に前座抜きの二ツ目待遇で入門し、「春風亭柳童」の芸名をもらった。落語と踊りを器用にこなし、ほぼ同時期に子供のプロ落語家としてデビューした6代目三遊亭圓生と同様に、寄席のマスコット的な人気者であった。

### 若手落語家のトップ・日本芸術協会を結成
「5代目春風亭枝雀」となった柳橋は芸力に恵まれ若手落語家として将来を嘱望されていた。睦会には真打が足りなかったこともあり、若手落語家4人を次々と真打として大々的に売り出し、話題作りとした。それが「7代目春風亭柏枝」を襲名した柳橋のほか若き日の8代目桂文楽・2代目桂小文治・3代目春風亭柳好であり、後に「睦の四天王」と呼ばれたが、柳橋は4人の中で一人飛びぬけた存在であった。当時大阪で『子別れ』を演じたとき、あまりのできのよさに大阪の客から「江戸っ子の腕で打ったる鎹は浪花の空に柏枝喝采」の狂歌を贈られた。『湯屋番』で若旦那が妄想のあまり番台から落ちる場面で座布団から転がり落ちるなどの明るく派手な演出を試み、4代目春風亭小柳枝を経て6代目春風亭柳橋襲名後はさらに伸びを見せ、所属していた落語睦会を脱退して当時柳家金語楼とともに日本芸術協会を結成して会長に就任した。新作派の金語楼に影響を受けて古典を時代に合わせて改作した『支那そば屋』『掛取り早慶戦』などを手がけ、伝統芸をベースに斬新な落語を創造するなど旺盛な活躍を見せ、順調極まる落語家としての成育歴が芸風に生かされて人気・実力ともに若手落語家のトップランナーと評価された。圓生は、当時柳橋がどこまで上手くなるのか空恐ろしくなり、本気で弟子になろうかと思ったと述懐している。若手から中年期まで芸の伸び・売出しの勢い・出世のペース等は常に柳橋が圓生を圧倒し、圓生自身は柳橋の様には生涯なれないと思っていた。

### 戦後

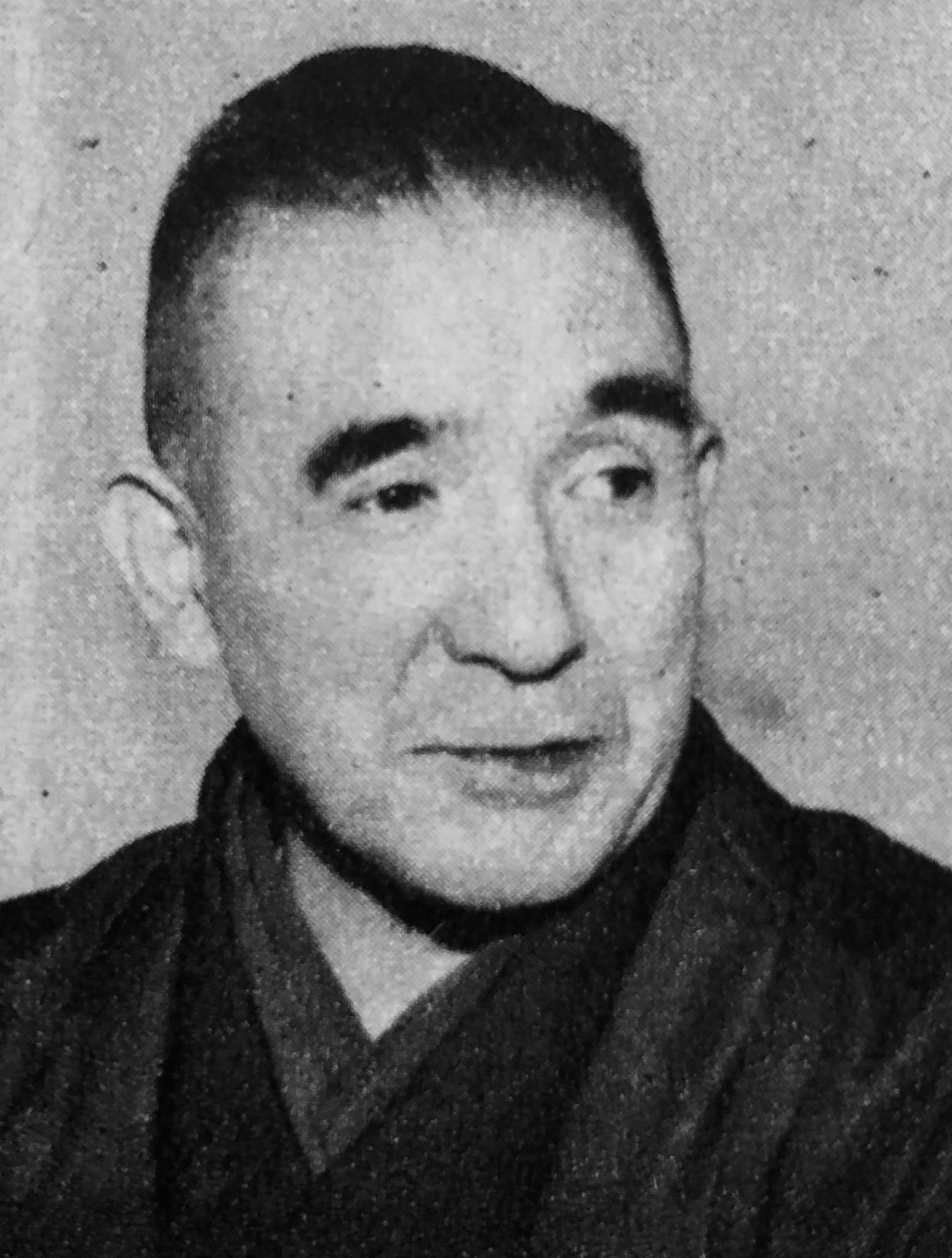
1954年

吉田茂などを贔屓客とし、柳橋はよく大磯御殿に呼ばれて一席演じた。NHKラジオの人気番組『とんち教室』の共演者石黒敬七からステッキをかり、金縁眼鏡と葉巻という吉田首相の扮装で出た事もある。また秩父宮も彼の贔屓の一人であったが、宮の葬儀に参列した柳橋は家人から「殿下の棺に師匠のレコードをお入れしました。」と告げられ胸が詰まったという。
若いころから高く評価され続け、名声と地位、そして経済的な安定を得たことで落ち着いてしまい戦後からは芸が停滞した。当時の落語研究会の高座で、圓生が『妾馬』で好評だったのに対して、柳橋は散々な出来で圓生は自信をつけたというエピソードがある。戦後から圓生、文楽、5代目古今亭志ん生が脚光を浴びる中、柳橋にスポットが当たることは少なくなった。
戦前のように他を圧倒するような芸を開拓して打って出る意志はもはやなく、寄席では自身がトリの公演でもかつて改作した噺を時代背景を考慮して直すこともせずそのまま演じるか、あるいは軽い噺や漫談ばかりを演じた。昭和40年代に鈴本演芸場のトリを取って10日間のうち7日間『とんち教室』を口演した。春風亭柳橋の名前を全国区にしたNHKラジオの『とんち教室』は、1968年（昭和43年）まで放送していたとはいえこの当時すでに過去の存在であって漫談としても新鮮味はなく、漫談ではなく本格の落語を望む客から厳重に抗議された結果、トリで『とんち教室』と『目薬』は演じない様に鈴本側から申し入れられてしまう有様であった。7代目立川談志が東宝名人会の楽屋で柳橋に往年の得意ネタを口演してくれるよう持ちかけても全く話に乗らず、ごく稀にホール落語で大きなネタを演じると普段演じていないので本調子ではないことも多かったが、長年培った風格と芸の大きさを示していた。その頃は眉毛の長い大店の隠居のような風貌で、力まないほのぼのとした芸風であった。また、「ごきげんよろしゅうございます。相変わらずのお笑いを一席申し上げますで」「……でな」という独自の口調は、専属契約を結んでいたNHKラジオの寄席中継で長らく全国の落語ファンに親しまれた。

### 帝王学
「睦の四天王」の中では香盤が上で、当時人気・実力とも図抜けていた柳橋は他の落語家に対して強い格上意識を持っていた。インタビューで圓生が売れるまでの貧乏の苦労話をすると、柳橋は若い頃から今日まで金銭面で苦労をしたことなどないなどと放言した。昭和40年代の東宝名人会の楽屋で、柳橋が火鉢のそばの上席に坐っていた圓生に「松っちゃん、そこは俺の席だ」と言い放ったが若き日の柳橋に圧倒され続けた圓生は素直に従い席を譲った。当時の圓生は落語界の代表として実力・評価ともに柳橋を圧倒していたので、事情をよく知らない者たちの目には奇異な光景として映った。
落語家の真打は「師匠」と呼称するが、金語楼と6代目柳橋だけは「先生」と呼称する事が多い。
若き日に頂点を極め、日本芸術協会会長として君臨し続けた柳橋は帝王学の権化ともみなされていた。当時電通でプロデューサーを勤めて柳橋に落語番組への出演依頼をした事のある小山觀翁によると、社長と話しているような雰囲気ではあるが適切な敬語を用いて相手に譲るべきところは譲り、傲慢ではなく鷹揚であり、それでいて大将という存在であったという。
いずれにしても長年に渡って一派の要として強力な政治力を発揮して東京の落語界を発展させた功績は大変に大きい。

### 死去とその後
1977年の高座を最後に療養生活に入り、落語芸術協会の創立50周年をこの目で見たいと語っていたが、それを目前にした1979年（昭和54年）5月16日、肺炎のため東京警察病院で死去。満79歳没。弔辞は長年に渡って親交の深かった新宿末廣亭の席亭（当時）・北村銀太郎によった。墓所は墨田区本久寺である。
東京都新宿区中里町の旧居は長らく「牛込亭」として落語会の会場などに供されていたが近年解体され、家具や建具の一部は春風亭昇太が引き取って自宅に移設した。

## ネタ
- 「放送裏ばなし」とんち教室の話
- 日本航空国際便再開の宣伝でハワイと米西海岸に行った話（『アメリカ土産』）

外国での小噺と称して、以下のような小噺もつけた。
- 外国に滞在する日本人の下宿に、朝早く氷屋が氷を出前にきた。ドアのベルを何回も押すが、日本人は寝ているためにすぐに出られない。出られないから何回も押す。眠りを覚まされた日本人は怒り、「ベルを何回も押すな! うるさいじゃないか。お前は誰だ?」 氷屋はそれに答えて「相済まん」（ice man）。

昭和30年代以降は、基本的に寄席ではこれらのネタを振り、非常に軽めの演目を行っていた。
3代目小さん譲りの本格的な古典も得意で、前述のネタのほか、『野ざらし』『青菜』『おせつ徳三郎』『星野屋』『二番煎じ』『一目上がり』『お見立て』『粗忽の釘』『試し酒』『大山詣り』『子別れ』『目黒のさんま』などがある。

## 代数
「柳橋」を名乗る落語家としては6代目であるが、「春風亭」柳橋としては初代なので、この人物を初代春風亭柳橋とする見解も、絶対少数であるが存在する。

## 芸名の由来
「三柳の襲名」で、柳派留め名の一つである春風亭柳枝一門の出世名である小柳枝を襲名した。しかし当人と席亭等の関係者は今後売り出すにあたって「小」という字を外した方がいいと考え、いくつかの候補を検討した。「柳枝」は柳派の留め名の一つだが、すでに兄弟子が襲名している。一方で柳派の名跡「柳家小さん」も希望していたが、3代目柳家小さんは現役で東京落語協会会長という大きな権勢を誇っていたばかりでなく、直系の弟子たちも活躍しており襲名は筋違いである。師匠の名前春風亭華柳が空いていたが、これも襲名しなかった。
次いで、麗々亭柳橋という名跡があった。初代麗々亭柳橋は初代春風亭柳枝の師匠であり、元々は春風亭柳枝より大きな名前ともいえる。麗々亭柳橋の5代目が関東大震災の二次災害で焼死し、この名跡も空いていた。席亭らの紹介に従い、6代目麗々亭柳橋を名乗ることになった。
ところが、別亭号になることについて、引退した師匠初代春風亭華柳が反対した。亭号は師弟関係をはっきりと示すものであるので、亭号を「春風亭」のままにした。
当時柳橋名跡を所持していたのは、父、兄、弟がいずれも麗々亭柳橋であった講談師2代目桃川如燕であった。如燕本人は1927年（昭和2年）に講談組合頭取となったが、元は落語家だった。柳橋は如燕から名を貰う承諾を得て「当分は春風亭柳橋を名乗り、しかるべきときに正統な名の麗々亭柳橋に変える事」を如燕に確約した。
同年4月20日に華柳は死去し、2代目如燕も1929年（昭和4年）9月30日に死去し、以降亭号を麗々亭に変える約束が果たされることはなく、生涯を春風亭のままですごすことになる。

## 弟子
日本芸術協会会員には、2代目桂小文治の門弟が多い。また、春風亭を亭号とする多くの落語家も柳橋の弟弟子などの系統であり直門は少ない。
- 春風亭柳語楼 - 一門の番頭格であった
- 春亭文枝
- 3代目桂三木助 - 落語協会に移籍[注釈 8]
- 7代目春風亭小柳枝
- 春風亭橋之助
- 5代目春風亭柳昇
- 4代目春風亭柳好
- 8代目春風亭小柳枝
- 初代春風亭笑橋[注釈 9]
- 7代目春風亭柳橋
- 10代目柳亭芝楽
- 春風亭扇枝
- 春風亭栄橋
- 2代目春風亭華柳